# Вернер, Александр Иванович
Александр Иванович Вернер (род. 19 ноября 1951, Проскуров) — советский и  российский  шахматист, международный мастер (1999), шахматный теоретик, Отличник физической культуры и спорта.

## Спортивная карьера
В 9-м классе школы стал чемпионом Хмельницкой области среди мужчин и призёром 2-го места первенства УССР среди юношей (1968).
Серебряный призёр Спартакиады народов СССР в составе команды Ленинграда (1969).
Чемпион Вооружённых Сил СССР среди высших военных учебных заведений в составе команды ЛВИКА имени А.Ф. Можайского. На 1-й доске победил чемпиона СССР 1971г. Владимира Савона (1972). Дважды чемпион Вооружённых Сил СССР в составе команды Ленинградского военного округа (1970, 1973). Финалист чемпионата Ленинграда, сыграл вничью с легендарным шахматистом Виктором Корчным (1973).
Мастер спорта СССР (1978). В чемпионате Вооружённых Сил СССР разделил 3—4-е места (1978). Чемпион Московской области (1979). Призёр 2-го места чемпионата ЦС ДСО «Физкультура и спорт» (1982). Участник команды Москвы (2-я доска), занявшей 1-е место в чемпионате СССР по переписке (1985—1986). Тренер Е. П. Геллера (1985).
Участник шести чемпионатов Москвы (1985 г.—12-е место, 1993 г.—10-е место). Призёр 2-го места первенства ВШК ВДФСО профсоюзов (1989). Чемпион Москвы по кингчессу (1996). Победитель международных турниров Московского областного шахматного клуба (1994) и ЦШК России (1998).
Судья республиканской категории (2000).
С 1997 года работает тренером (педагогом) по шахматам.

## Основные спортивные результаты
| Год  | Город       | Турнир                                                          | + | − | = | Результат | Место |
| ---- | ----------- | --------------------------------------------------------------- | - | - | - | --------- | ----- |
| 1969 | Грозный     | Спартакиада народов СССР (8-я доска,2-я юношеская доска)        | 3 | 0 | 5 | 5½ из 8   | 2—3   |
| 1970 | Киев        | Чемпионат Вооружённых Сил СССР среди Ввузов (2-я доска)         | 7 | 0 | 0 | 7 из 7    | 1     |
| 1970 | Ленинград   | Чемпионат Ленинградского гарнизона среди Ввузов (1 доска)       | 5 | 0 | 0 | 5 из 5    | 1     |
| 1970 | Ленинград   | Четвертьфинал чемпионата Ленинграда по швейцарской системе      | 8 | 0 | 1 | 8½ из 9   | 1     |
| 1970 | Ленинград   | Полуфинал чемпионата Ленинграда по швейцарской системе          | 2 | 0 | 7 | 5½ из 9   | 7-12  |
| 1971 | Ленинград   | Финал чемпионата Ленинграда (выбыл по семейным обстоятельствам) | 1 | 0 | 0 |           |       |
| 1972 | Ленинград   | Чемпионат Вооружённых Сил СССР среди Ввузов (1-я доска)         | 8 | 0 | 1 | 8½ из 9   | 1     |
| 1972 | Ленинград   | Полуфинал чемпионата Ленинграда                                 | 9 | 0 | 4 | 11 из 13  | 1—2   |
| 1973 | Киев        | Финал командного чемпионата Вооружённых Сил СССР (4-я доска)    | 6 | 0 | 2 | 7 из 8    | 1     |
| 1974 | Ленинград   | Финал командного чемпионата Вооружённых Сил СССР (3-я доска)    | 5 | 1 | 1 | 5½ из 7   | 1     |
| 1975 | Одесса      | Финал чемпионата Вооружённых Сил СССР (отборочный)              | 4 | 5 | 8 | 8 из 17   | 11    |
| 1978 | Прокопьевск | Спартакиада народов Сибири (2-я доска)                          | 5 | 2 | 0 | 5 из 7    | 2—3   |
| 1978 | Краснодар   | Финал 7-й Спартакиады народов РСФСР                             | 3 | 2 | 6 | 6 из 11   |       |
| 1978 | Выборг      | Финал 32 чемпионата Вооружённых Сил СССР                        | 6 | 2 | 9 | 10½ из 17 | 3—4   |
| 1979 | Химки       | Финал чемпионата Московской области                             | 9 | 2 | 4 | 11 из 15  | 1—4   |
| 1982 | Москва      | Командный чемпионат МГС «Физкультура и спорт» (1 доска )        | 9 | 0 | 2 | 10 из 11  | 1     |
| 1990 | Москва      | Финал чемпионата ЦШК СССР                                       | 3 | 2 | 9 | 7½ из 14  | 6—9   |
| 1993 | Рыбинск     | Полуфинал чемпионата России                                     | 3 | 1 | 9 | 7½ из 13  | 3—4   |
| 1994 | Москва      | Международный турнир Московского областного ШК                  | 5 | 0 | 8 | 9 из 13   | 1—2   |
| 1996 | Москва      | Чемпионат Москвы                                                | 4 | 2 | 5 | 6½ из 11  | 20—36 |
| 1998 | Москва      | Международный турнир ЦШК России                                 | 8 | 2 | 3 | 9½ из 13  | 1—2   |
| 1998 | Москва      | Международный турнир ЦШК России                                 | 8 | 2 | 6 | 11 из 16  | 2—6   |

## Награды
- Знак «Отличник физической культуры и спорта» (2006)
- Медаль «За спасение утопающих» (1968)
- Юбилейная медаль «60 лет Вооружённых Сил СССР»(1978)
- другие награды

## Интересные факты
В матче на первенство мира Каспаров — Карпов (1987) в 9-й партии матча в защите Грюнфельда после 16 хода чёрных (Каспарова) возникла позиция из партии Алфеевский — Вернер, по переписке, 1984 г.
В командных чемпионатах Вооружённых сил СССР Вернер играл в команде Ленинградского военного округа вместе с Анатолием Карповым (1970—1971) и его тренером Семёном Фурманом (1970—1973).

## Изменения рейтинга
| Графики недоступны из-за технических проблем. См. информацию на Фабрикаторе и на mediawiki.org. |